# Szyja skrzypka

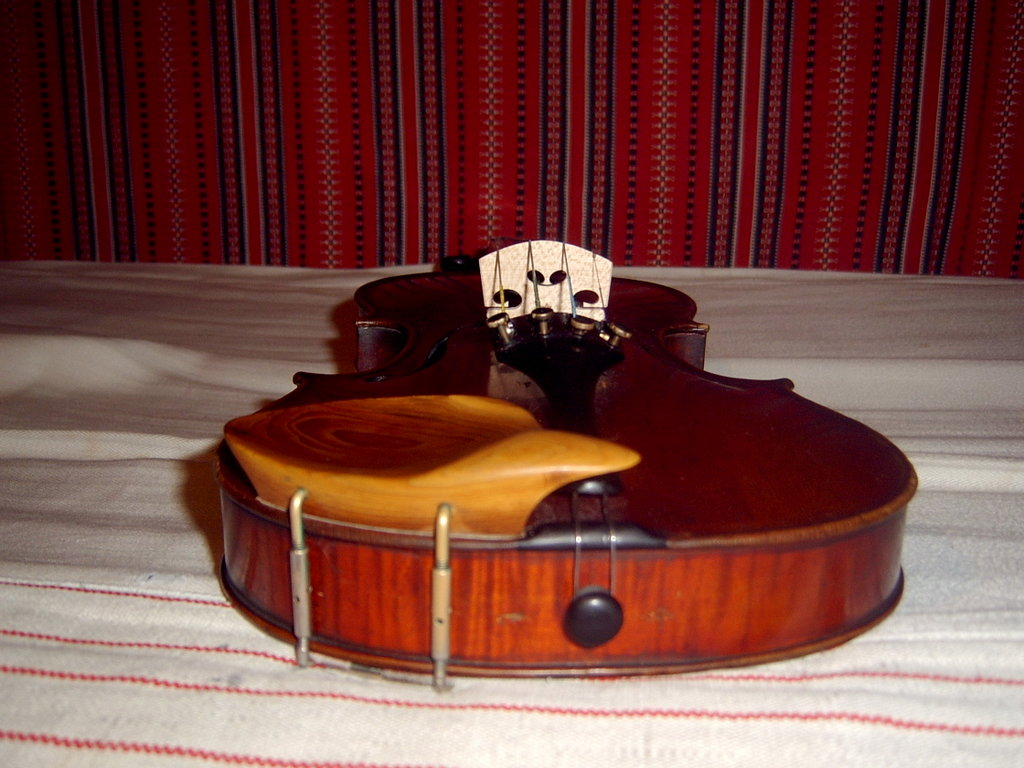
Podbródek (element skrzypiec, na pierwszym planie po lewej)

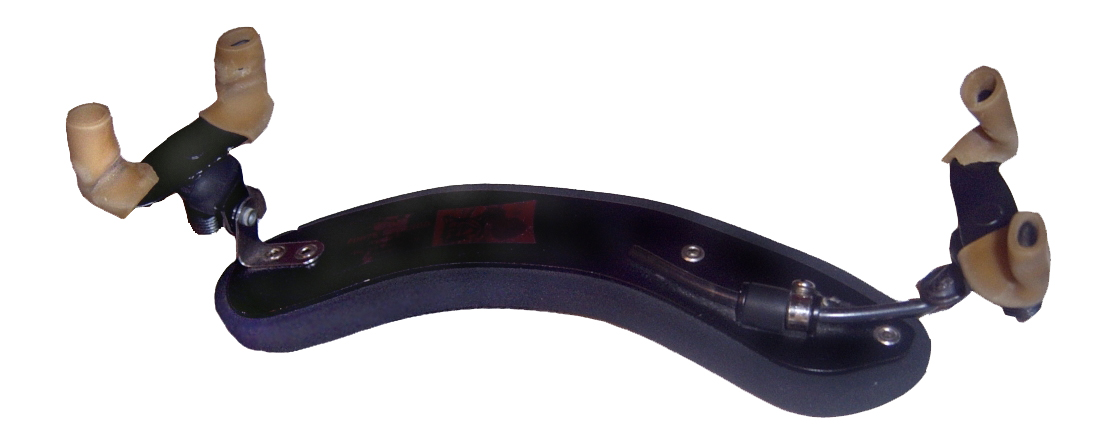
Żeberko (element zakładany od spodu na pudło rezonansowe skrzypiec)

Szyja skrzypka (ang. fiddler's neck) – zmiany skórne w obrębie szyi i podbródka, wywołane podrażnieniami związanymi z grą na skrzypcach lub altówce. Dolegliwość szeroko znana wśród skrzypków, w terminologii medycznej ujęta dopiero w latach siedemdziesiątych XX wieku.
Dolegliwość rozpowszechniła się prawdopodobnie w XIX/XX w. w związku z rozpowszechnieniem stosowania podbródka i zmianą sposobu trzymania skrzypiec. W poprzednich stuleciach skrzypce trzymano na ramieniu, bez dotykania skóry górną deską instrumentu, co nie powodowało podrażnień. 

## Epidemiologia
Brak opracowań na temat występowania schorzenia w większych grupach muzyków; pojedyncze doniesienia sugerują, że jest to współcześnie bardzo częsta przypadłość. Wydaje się, że jest to najczęstsze schorzenie z grupy dermatoz związanych z aktywnością zawodową wśród profesjonalnych muzyków. W pierwszym opisie schorzenia z 1978 roku spośród muzyków BBC Concert Orchestra praktycznie każdy grający na skrzypcach (23 skrzypków) miał objawy. W badanej grupie przeciętny wiek pojawienia się objawów wynosił 14 lat, a każdy z muzyków ćwiczył grę na instrumencie średnio 4 godziny dziennie. Objawy pojawiają się po 2–3 latach od rozpoczęcia gry na instrumencie. 
W ankiecie, wysłanej w 2008 roku przez Gambichlera i współpracowników do 19 wyższych szkół muzycznych, 14,7% ze 116 muzyków grających na skrzypcach lub altówce zgłosiło objawy szyi skrzypka. Według innych badań, ponad 60% zawodowych skrzypków i skrzypaczek cierpi na szyję skrzypka.

## Etiologia
Zmiany skórne powstają w wyniku długotrwałego docisku wywieranego przez elementy instrumentu: podbródek i żeberko na żuchwę (od dołu) i bark wraz z obojczykiem (od góry). Zmiany te mogą mieć podłoże mechaniczne (stwardnienie, obrzęk, otarcia prowadzące do zmian o charakterze grzybicznym i lub bakteryjnym) i (lub) alergiczne, jako wyprysk kontaktowy alergiczny w reakcji na materiał, z którego jest wykonany podbródek, najczęściej sole metali (nikiel), a także na użyty do jego pokrycia lakier, osiadające na podbródku okruchy kalafonii ze smyczka (stosunkowo rzadko), na terpentynę, żywice syntetyczne, formaldehyd, egzotyczne gatunki drewna (mahoń).

## Objawy i przebieg
Zazwyczaj obserwuje się obszar lichenifikacji i hiperpigmentacji na skórze szyi poniżej kąta żuchwy. Mogą być obecne rumień, wzmożone poletkowanie skóry, bliznowacenie oraz wykwity skórne o charakterze grudek i krost ("acne mechanica"), a nawet torbieli. Wyjątkowo opisywano zlokalizowany obrzęk. W przypadku mężczyzn z zarostem niekiedy stwierdza się ogniskowe łysienie w miejscu ucisku. Opisywano zaostrzenie rzekomego zapalenia okołomieszkowego brody (pseudofolliculitis barbae) spowodowane grą na skrzypcach. Sugerowano także, że zaostrzenie przebiegu szyi skrzypka, jak i innych chorób skóry, mogą powodować czynniki emocjonalne.

## Rozpoznanie
Rozpoznanie stawia się na podstawie typowego wywiadu i obrazu klinicznego. W diagnostyce tego schorzenia wykonuje się standardowe testy płatkowe (z uwzględnieniem soli niklu), czasem zachodzi konieczność wykonania dodatkowych testów na żywice syntetyczne i różne rodzaje drewna. Niekiedy wykonuje się również testy skórne punktowe, chociaż nie są one uwzględniane w programie diagnostycznym przez innych autorów. Potwierdzenie związku wykrytej nadwrażliwości alergicznej na nikiel z objawami można otrzymać sprawdzając obecność soli niklu w podbródku instrumentu dimetyloglioksymem. W przypadku negatywnych wyników testów płatkowych rozpoznanie można ostatecznie ustalić przy pomocy biopsji skóry i badania histopatologicznego: stwierdza się wówczas akantozę i reakcję ziarniniakową oraz obecność pęcherzykowych torbieli w powierzchownych i głębokich warstwach skóry.

## Postępowanie i leczenie
Leczenie jest zachowawcze. Muzycy dotknięci tą dolegliwością stosują środki zaradcze w postaci maści lub wycinków tkaniny dodatkowo osłaniającej podbródek, u mężczyzn może pomóc zapuszczenie brody. Proponowano wykorzystanie techniki wycisków dentystycznych dla otrzymania podbródka instrumentu indywidualnie dopasowanego do warunków anatomicznych pacjenta. Maści z kortykosterydami powinny być stosowane jedynie doraźnie. Leczenie chirurgiczne zgodnie uważane jest za metodę ostatniego wyboru; taka opcja terapeutyczna powinna być brana pod uwagę jedynie w przypadku nieskuteczności innych metod i dobrej współpracy z pacjentem, który na czas gojenia powinien przerwać grę na instrumencie.